# Tehniška fakulteta v Leskovcu
Tehniška fakulteta (izvirno srbsko Технолошки факултет у Лесковцу ), s sedežem v Leskovcu, je fakulteta, ki je članica Univerze v Nišu.